# Luis Carlos Perea
Pour les articles homonymes, voir Perea.
Luis Carlos Perea, né le 29 décembre 1963 à Turbo (Colombie), est un footballeur colombien, qui évoluait au poste de défenseur central à l'Independiente Medellín, à l'Atlético Nacional, à l'Atlético Junior, au Club Necaxa, à Toros Neza et au Deportes Tolima ainsi qu'en équipe de Colombie.
Perea marque deux buts lors de ses 78 sélections avec l'équipe de Colombie entre 1987 et 1994. Il participe à la coupe du monde de football en 1990 et 1994 et à la Copa América en 1987, 1989, 1993 et 1995 avec la Colombie.

## Biographie
Luis Carlos Perea est le défenseur le plus capé de l'histoire de la sélection colombienne. Il a disputé les coupes du monde 1990 et 1994. Il s'occupe actuellement des équipes de jeunes dans le club américain des Miami Strike Force.

## Carrière
- 1983-1987 : Independiente Medellín
- 1988-1990 : Atlético Nacional
- 1991-1993 : Independiente Medellín
- 1993-1994 : Atlético Junior
- 1994 : Club Necaxa
- 1994-1995 : Toros Neza
- 1996 : Deportes Tolima
- 1998 : Independiente Medellín  [1]

## Statistiques

### En sélection nationale
| Saison                | Sélection             | Phases finales        | Phases finales | Phases finales | Éliminatoires CDM | Éliminatoires CDM | Matchs amicaux | Matchs amicaux | Total | Total |
| Saison                | Sélection             | Compétition           | M              | B              | M                 | B                 | M              | B              | M     | B     |
| --------------------- | --------------------- | --------------------- | -------------- | -------------- | ----------------- | ----------------- | -------------- | -------------- | ----- | ----- |
| 1986-1987             | Colombie              | Copa América 1987     | 3              | 0              | -                 | -                 | 2              | 0              | 5     | 0     |
| 1987-1988             | Colombie              | -                     | -              | -              | -                 | -                 | 4              | 1              | 4     | 1     |
| 1988-1989             | Colombie              | Copa América 1989     | 4              | 0              | -                 | -                 | 6              | 0              | 10    | 0     |
| 1989-1990             | Colombie              | Coupe du monde 1990   | 4              | 0              | 5                 | 0                 | 9              | 0              | 18    | 0     |
| 1990-1991             | Colombie              | Copa América 1991 4e  | 7              | 0              | -                 | -                 | 4              | 0              | 11    | 0     |
| 1991-1992             | Colombie              | -                     | -              | -              | -                 | -                 | 1              | 0              | 1     | 0     |
| 1992-1993             | Colombie              | Copa América 1993     | 5              | 1              | -                 | -                 | 6              | 0              | 11    | 1     |
| 1993-1994             | Colombie              | Coupe du monde 1994   | 2              | 0              | 6                 | 0                 | 10             | 0              | 18    | 0     |
| Total sur la carrière | Total sur la carrière | Total sur la carrière | 25             | 1              | 11                | 0                 | 42             | 1              | 78    | 2     |

## Palmarès

### En équipe nationale
- 67 sélections et 2 buts avec l'équipe de Colombie entre 1987 et 1997.
- Troisième de la Copa América 1987, de la Copa América 1993 et de la Copa América 1995.

### Avec l'Atlético Nacional
- Vainqueur de la Copa Libertadores en 1989.
- Vainqueur de la Copa Interamericana en 1990.

### Avec l'Atlético Junior
- Vainqueur du Championnat de Colombie de football en 1993.